# Geoffrey Castillion
Geoffrey Wynton Mandelano Castillion (* 25. Mai 1991 in Amsterdam, Nordholland) ist ein niederländischer Fußballspieler.

## Karriere
Castillion wechselte im Jahr 2005 in die Jugend von Ajax Amsterdam. Im Jahr 2010 rückte er in die erste Mannschaft auf und bestritt ein Spiel in der Eredivisie. In den folgenden Jahren wurde er mehrmals an andere niederländische Erstligisten ausgeliehen. Im Jahr 2014 verließ er Ajax und wechselte zu New England Revolution in die nordamerikanische Major League Soccer. Nach nur einem Einsatz schloss er sich Anfang 2015 dem rumänischen Erstligisten Universitatea Cluj an. Dort musste er mit seinem Team am Ende der Spielzeit 2014/15 absteigen. Anschließend verpflichtete ihn der ungarische Erstligist Debreceni Vasutas SC. Hier war er zunächst Stammspieler und konnte in den ersten drei Saisonspielen zwei Treffer erzielen. Im Verlauf der Hinrunde 2015/16 verlor er diesen Status und fand sich meist als Einwechselspieler wieder. Für die zweite Saisonhälfte wurde er an Ligakonkurrent Puskás Akadémia FC verliehen. Dort kam er nur unregelmäßig zum Zuge und konnte den Abstieg des Teams nicht verhindern. Er kehrte nach Debrecen zurück, konnte sich in der ersten Hälfte der Spielzeit 2016/17 aber keinen Stammplatz sichern. Anfang 2017 wechselte er zu Víkingur Reykjavík nach Island. Ein Jahr später wechselte er zum FH Hafnarfjörður, von dem er 2018 an seinen Ex-Club Víkingur Reykjavík, und 2019 an Fylkir Reykjavík verliehen wurde. In der Saison 20/21 spielte er in Persib Bandung, und 2021 wurde er an Como 1907 ausgeliehen. Seit Ende 2021 ist Castillion vereinslos.